# 35e régiment d'infanterie vieux-prussien
Pour les articles homonymes, voir 35e régiment.
Le régiment de fusiliers prince Henri de Prusse est un régiment de fusiliers de l'armée prussienne. Il est nommé exclusivement d'après son premier et unique chef de régiment pendant presque toute son existence; il ne porte le numéro 35 que pendant une courte période, juste avant sa fin en 1806.

## Fondation
Frédéric II de Prusse créé le régiment le 27 juin 1740 pour son frère Henri, qui devient ainsi chef du régiment avec le grade de colonel à l'âge de 14 ans. La base de l'effectif est constituée par la demi-compagnie des grenadiers la Garde ainsi que par les grenadiers des bataillons de garnison de Memel et Pillau. Le régiment est complété par des volontaires recrutés dans le Saint-Empire. Les officiers sont transférés au régiment du prince Henri à partir du 6e régiment d'infanterie et d'autres unités.

## Recrutement
Le régiment n'a pas son propre canton pour le recrutement des soldats. Au lieu de cela, après la conquête de la Silésie, il reçoit chaque année 30 recrues du canton royal, qui est spécialement créé pour les régiments sans cantons et se compose de six arrondissements dans les hautes terres de Silésie. L'effectif est complété par de la publicité en dehors de la Prusse. À partir de 1795, le régiment reçoit ses recrues des arrondissements de Prusse-Occidentale de Bomst, Meseritz, Deutsch Krone, Posen (de) et Hohensalza (de). En raison d'un manque de recrues, le régiment maintient un effectif du bataillon de 697 hommes même après l'élargissement des compagnies du reste de l'armée en 1756.

## Uniforme
En tant que régiment de fusiliers, au lieu du tricorne des mousquetaires, le régiment portait des bonnets de fusilier, qui sont une variante inférieure du bonnet de grenadier. Cependant, la compagnie de grenadiers du régiment porte de hautes casquettes de grenadier.

## Déploiement
De 1740 à 1756, date à laquelle il se lance dans la guerre de Sept Ans, le régiment est stationné à Potsdam. Après la fin de la guerre en 1763, Spandau devient la nouvelle ville de garnison, avec un bataillon stationné à Nauen. Après 1795, le régiment est réparti sur plusieurs villes, à savoir Königsberg-en-Nouvelle-Marche, Pyritz, Soldin et Custrin.

## Engagements
Seconde guerre de Silésie
- 11-16 septembre 1744 - Participation au siège de Prague

Guerre de Sept Ans
- 10 septembre – 16 octobre 1756 - Encerclement de l'armée saxonne à Pirna
- 21 avril 1757 - Participation à la bataille de Reichenberg
- 6 mai 1757 - Participation à la bataille de Prague
- 18 juin 1757 - Participation à la bataille de Kolin
- 22 novembre 1757 - Participation à la bataille de Breslau
- 5 décembre 1757 - Participation à la bataille de Leuthen
- 20 mai – 1er juillet 1758 - Participe au siège de la forteresse d'Olmütz (de)
- 12 août 1759 - Participation à la bataille de Kunersdorf
- 3 novembre 1760 - Participation à la bataille de Torgau
- 8e août – 10 octobre 1762 - Participe à la conquête de Schweidnitz

Guerre de la Quatrième Coalition
- 14 octobre 1806 - Participation à la bataille d'Iéna

## Fin du régiment
Après la mort du prince Henri de Prusse le 3 août 1802 le régiment ne reçoit pas de nouveau chef, le poste reste vacant. Par conséquent, le nom du régiment, qui est généralement adapté lorsque le chef du régiment change, ne change pas.
Lorsque, le 1er octobre 1806, les régiments reçoivent des numéros à la place de leur ancienne dénomination selon les chefs de régiment respectifs, le régiment de fusiliers prince Henri de Prusse se voit attribuer le numéro 35. Il ne porte cependant ce numéro que pendant cinq semaines à peine, avant de cesser d'exister à la suite des capitulations d'Erfurt et de Magdebourg le 8 novembre 1806.